# Gunningita
La gunningita és un mineral de la classe dels sulfats, que pertany al grup de la kieserita. Rep el seu nom de Henry Cecil Gunning (1901-1991), de Geological Survey Canada.

## Característiques
La gunningita és un sulfat de fórmula química ZnSO₄(H₂O). Cristal·litza en el sistema monoclínic. La seva duresa a l'escala de Mohs és 2,5. És soluble en aigua.
Segons la classificació de Nickel-Strunz, la gunningita pertany a «07.CB: Sulfats (selenats, etc.) sense anions addicionals, amb H₂O, amb cations de mida mitjana» juntament amb els següents minerals: dwornikita, kieserita, poitevinita, szmikita, szomolnokita, cobaltkieserita, sanderita, bonattita, aplowita, boyleïta, ilesita, rozenita, starkeyita, drobecita, cranswickita, calcantita, jôkokuïta, pentahidrita, sideròtil, bianchita, chvaleticeïta, ferrohexahidrita, hexahidrita, moorhouseïta, niquelhexahidrita, retgersita, bieberita, boothita, mal·lardita, melanterita, zincmelanterita, alpersita, epsomita, goslarita, morenosita, alunògen, metaalunògen, aluminocoquimbita, coquimbita, paracoquimbita, romboclasa, kornelita, quenstedtita, lausenita, lishizhenita, römerita, ransomita, apjohnita, bilinita, dietrichita, halotriquita, pickeringita, redingtonita, wupatkiïta i meridianiïta.

## Formació i jaciments
Pot originar-se com a producte de la deshidratació de la boyleïta. Va ser descoberta a la mina Comstock-Keno, que es troba al mont Keno, al districte miner de Mayo, al Yukon, Canadà.